# Bergenia tianquanensis
Bergenia tianquanensis är en stenbräckeväxtart som beskrevs av J.T. Pan. Bergenia tianquanensis ingår i släktet bergenior, och familjen stenbräckeväxter. Inga underarter finns listade i Catalogue of Life.